# Halford Mackinder

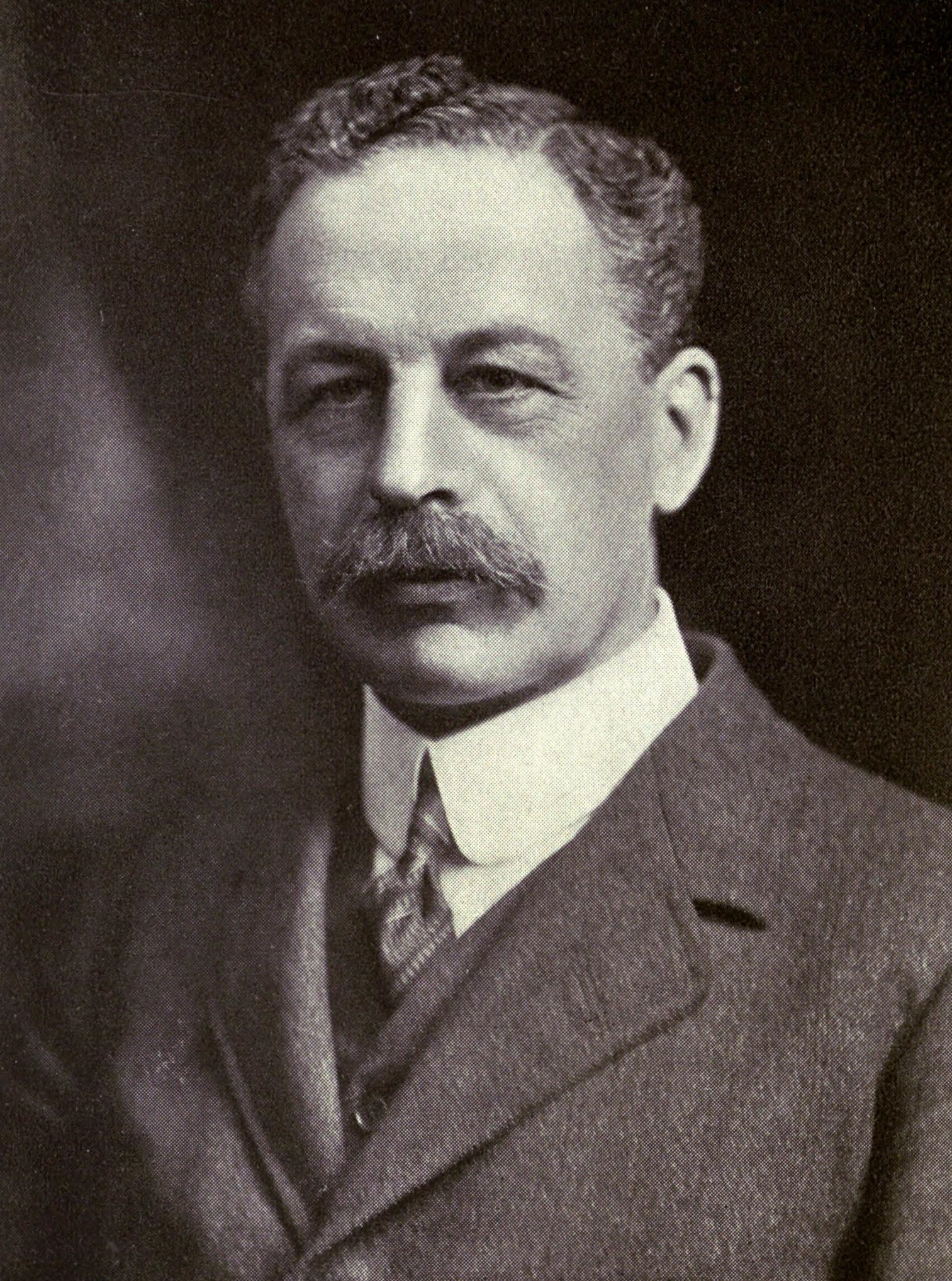
Halford John Mackinder

Sir Halford John Mackinder (* 15. Februar 1861 in Gainsborough; † 6. März 1947) war ein britischer Geograph. Er entwickelte die geopolitische Heartland-Theorie.

## Leben
Mackinder ging am Epsom College und an der Christ Church in Oxford zur Schule. Er wurde Geograph und wandte sich später den Wirtschafts- und Politikwissenschaften zu. Er setzte sich für die Vereinigung der Geographie-Zweige Physische Geographie und Humangeographie (Anthropogeographie) ein. Er war Mitbegründer der London School of Economics und fungierte von 1903 bis 1908 als deren Direktor.
Im Jahr 1887 wurde er Lektor für Geographie an der University of Oxford, der bis dahin höchstmöglichen Stellung für Geographen in Großbritannien. Die Universität Reading wurde von Mackinder 1892 mitgegründet, des Weiteren 1893 die Geographical Association, deren Vorsitz er von 1913 bis 1946 innehatte. Bis 1899 hatte er eine eigene geographische Schule begründet. 1899 gelang ihm die Erstbesteigung des Batian im Mount-Kenya-Massiv, des zweithöchsten Bergs von Afrika.
Sein 1902 erschienenes Werk Britain and The British Seas war die erste umfassende Darstellung der Geomorphologie der Britischen Inseln. Mackinder formulierte 1904 in der Schrift The Geographical Pivot of History die Heartland-Theorie als Teil der Geopolitik: Diese besagt, dass die Beherrschung des Kernlandes Eurasiens der Schlüssel zur Weltherrschaft sei und dass Großbritannien als führende Seemacht, da es aufgrund seiner Insellage dieses Gebiet nicht beherrschen könne, mit dem Aufkommen einer gefährlichen expansionistischen Macht auf dem Kontinent rechnen müsse, insbesondere mit Russland. Vermutlich aus Enttäuschung darüber, dass er keine vollwertige Professur erhielt, verließ er die Universität Oxford und wurde Beamter. Doch hielt er weiterhin Vorlesungen, vornehmlich an der London School of Economics, wo er auch eine Professur bekleidete. Im Jahre 1905 prägte Mackinder den Begriff Man-power als Maßstab der Bevölkerungspolitik.
Von 1910 bis 1922 vertrat er die Unionist Party als Abgeordneter im britischen Parlament. Im Jahr 1920 wurde er zum Knight Bachelor („Sir“) geschlagen. Ab 1923 hatte er einen Lehrstuhl an der Universität London.
Sein zweites Hauptwerk Democratic Ideals and Society von 1919 war eine Betrachtung seiner 1904 erschienenen Schrift unter dem Eindruck der Friedensverträge nach dem Ersten Weltkrieg und Woodrow Wilsons Idealismus.
Seine Heartland-Theorie wurde anfangs außerhalb Großbritanniens kaum beachtet, 1930 aber von den Nationalsozialisten (Karl Haushofer) aufgegriffen. Obwohl es keine Hinweise darauf gab, dass Mackinder mit dem Nazi-Regime sympathisierte, wurde er nach Bekanntwerden der nationalsozialistischen Vereinnahmung seines Werkes scharf angegriffen. Mackinder sprach fließend Deutsch und hatte einige Freunde unter Deutschlands Intellektuellen.

## Familie
Mackinder heiratete 1889 Emilie Catherine Ginsburg, Tochter des Bibelwissenschaftlers Christian David Ginsburg und seiner zweiten Frau Emilie Hausburg. Deren Schwester Hildegarde Beatrice Hinde war die Ehefrau des Kolonialverwalters in Britisch-Ostafrika Sidney Langford Hinde, der Mackinder später bei seiner Besteigung des Mount Kenya unterstützte.

## Werke
- Britain and The British Seas. 1902
- The Geographical Pivot of History. 1904 – dt. Übersetzung: Der geographische Drehpunkt der Geschichte. In: Lettre International, Ausgabe 120, 2018, S. 124–129
- Man-power as a measure of National and Imperial Strength. 1905
- Democratic Ideals and Reality. 1919
- Der Schlüssel zur Weltherrschaft. Die Heartland-Theorie mit einem Lagebericht von Willy Wimmer. Westend, Frankfurt am Main 2019, ISBN 978-3-86489-289-9